# Kashiwa
Kashiwa (柏市, Kashiwa-shi) est une ville de la préfecture de Chiba, au Japon.

## Géographie

### Situation
Kashiwa est située dans le nord-ouest de la préfecture de Chiba, sur l'île de Honshū, au Japon. Elle s'étend sur 18 km d'ouest en est, et sur 15 km du nord au sud. Une partie de sa limite nord est formée par la rive droite du cours inférieur du fleuve Tone. La rive sud du lac Tega s'étire le long de la limite est de la ville. Dans le périmètre de Kashiwa, l'altitude ne dépasse pas 31 m.

### Municipalités limitrophes
| Noda       | Moriya, Toride | Abiko  |
| Nagareyama | Kashiwa        | Inzai  |
| Matsudo    | Kamagaya       | Shiroi |

### Démographie
Au 1er juillet 2019, la population de Kashiwa était de 428 232 habitants, répartis sur une superficie de 114,74 km2.

### Climat
Kashiwa a un climat subtropical humide avec des étés chauds et humides, et des hivers frais. La température annuelle moyenne est de 14,8 °C. Les précipitations annuelles moyennes sont de 1 505 mm, octobre étant le mois le plus humide.

## Histoire
Le village moderne de Kashiwa a été créé le 1er octobre 1889. Il obtient le statut de bourg le 15 septembre 1926 puis de ville le 1er septembre 1954. Le 28 mars 2005, le bourg de Shonan (district de Higashikatsushika) a été intégré à Kashiwa.
Kashiwa est désignée ville noyau le 1er avril 2008.

## Sports
Le club de football Kashiwa Reysol évolue au stade Kashiwa.

## Transports
Kashiwa est desservie par les lignes Jōban, Urban Park et Tsukuba Express. La gare de Kashiwa est la principale gare de la ville.

## Jumelage
Kashiwa est jumelée avec :
- Ayase (Japon),
- Camden (Australie),
- Chengde (Chine),
- Guam (États-Unis),
- Torrance (États-Unis).

Situation de Kashiwa dans la préfecture de Chiba.
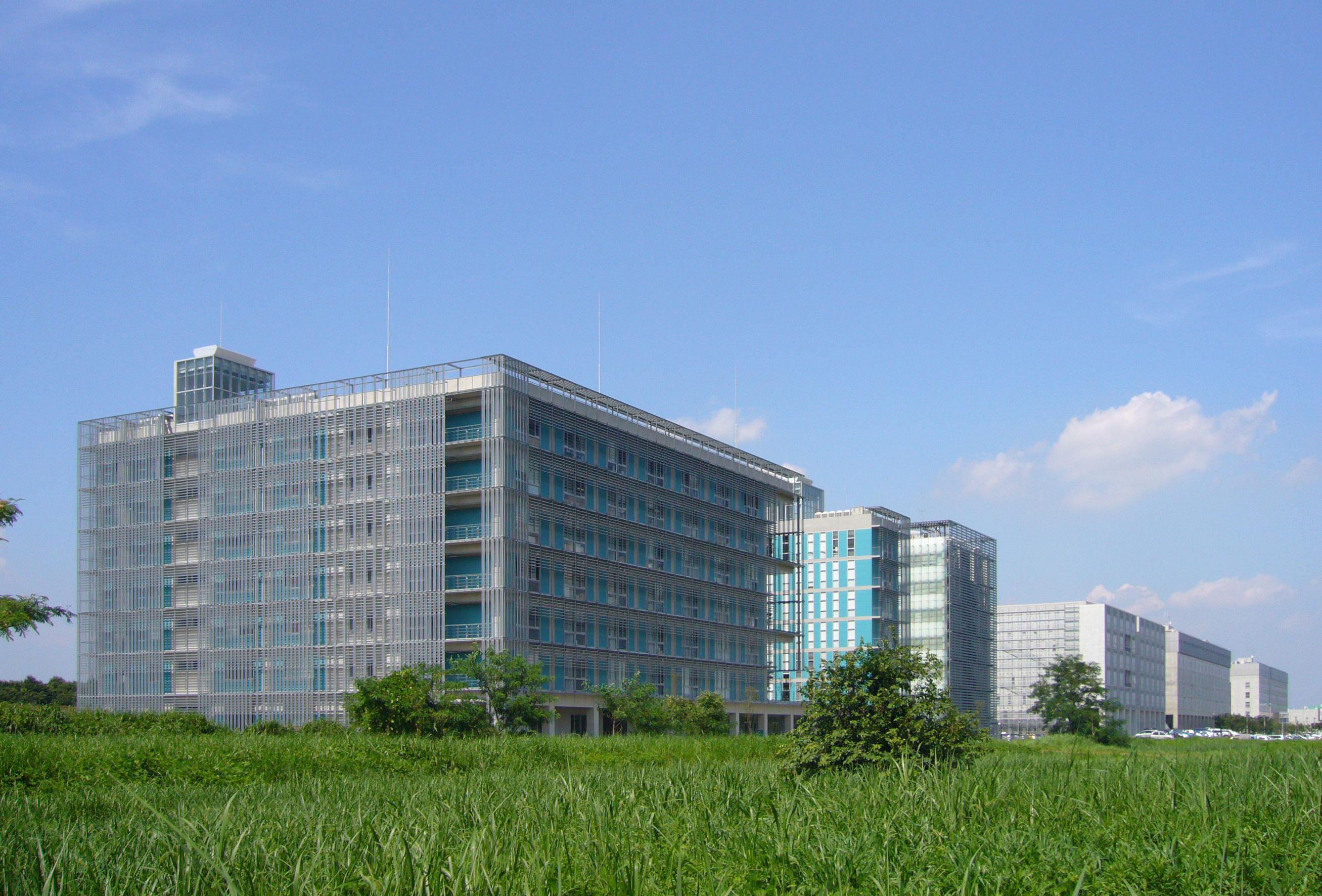
Le campus de l'université de Tokyo à Kashiwa.